# Demi-mondaine
Na França do século XIX, o termo "demi-mondaine" (aprox. "semi-mundana", em português) designava as mulheres sustentadas por parisienses ricos. Esse grupo social, até então invisível, manifesta-se com alarde na imprensa, no teatro e reuniões públicas a partir do Segundo Império, atingindo seu apogeu por volta de 1900 e desaparecendo durante a Primeira Guerra Mundial.
"Esses senhores eram abastados o suficiente para satisfazer as necessidades de uma mulher em casa e de outra na galeria. Ao juntar metade de si a uma "semi", eles reinventaram a bigamia"..
A palavra "Demi-mondaine" tem sua origem em "Demi-monde" ("Semi-Mundo"), título de uma comédia que Alexandre Dumas Filho publica em 1855. O termo designou a princípio as mulheres do mundo que caem na prostituição e depois foi aplicado a todas as grandes cortesãs que tivessem "catraca" na porta da rua.
"Demi-mondaine" parisiense de origem inglesa, Cora Pearl, nascida em 1837, chegou a escrever suas memórias. Ela foi amante do príncipe Napoleão, o célebre Plonplon, primo do Imperador Napoleão III.
Outra "demi-mondaine" célebre, Laure Hayman, era descendente do pintor Francis Hayman, o professor de Thomas Gainsborough. Contava entre seus amantes o Duque de Orléans, Louis Weil (tio-avô de Proust), o rei da Grécia, o escritor e acadêmico francês Paul Bourget e Karageorgevitch, pretendente ao trono da Sérvia, seu verdadeiro amor. Ela era mantida pelo financista Raphael Bischoffsheim.
« As demi-mondaines povoam os romances do século 19, sobretudo os de Balzac (Ilusões Perdidas), Maupassant (Bel Ami) e Émile Zola (Naná) »
.

## Cinema
- La Courtisane, filme de Marshall Herskovitz de 1998
- La Demi-mondaine amoureuse, filme de Didier Dessapt de 2003 (com  Vincent Lindon e Mathilde Seigner)

### Artigos correlatos
- Cortesã
- Cortesãs célebres :
  - Valtesse de La Bigne
  - Liane de Pougy
  - Caroline Otero
  - La Païva
  - Cora Pearl
  - Athalie Manvoy